# Saint-Aubin (Nord)
Saint-Aubin település Franciaországban, Nord megyében. Lakosainak száma 338 fő (2022. január 1.). Saint-Aubin Limont-Fontaine, Saint-Hilaire-sur-Helpe, Saint-Remy-Chaussée, Dourlers, Éclaibes és Écuélin községekkel határos.

## Népesség
A település népessége az elmúlt években az alábbi módon változott:
| Lakosok száma | 374  | 371  | 375  | 363  | 359  | 354  | 349  | 347  | 338  |
|               | 2013 | 2015 | 2016 | 2017 | 2018 | 2019 | 2020 | 2021 | 2022 |